# Hard Cash (film)
Pour plus de détails, voir Fiche technique et Distribution.
Hard Cash (titre DVD), Braquage infernal (titre TV) en France ou Sale fric au Québec (Hard Cash ou Run for the Money) est un film américano-canadien réalisé par Predrag Antonijević, sorti en 2002.

## Synopsis
Un escroc essaie de faire de l'argent dès sa sortie de prison, mais c'est sans compter sur le FBI, ni la gourmandise de ses copains... Qui sait, puisqu'il fait tout pour sa fille, peut-être s'en sortira-t-il ?

## Fiche technique
- Titre original : Hard Cash
- Titre français : Hard Cash (titre DVD), Braquage infernal (titre TV)
- Titre québécois : Sale fric
- Réalisation : Predrag Antonijević
- Scénario : Willie Dreyfus
- Direction artistique : Derek R. Hill
- Décors : Anuradha Mehta et Dimiter Petkov ; Johnny Breedt (superviseur)
- Costumes : Marilyn Vance
- Photographie : Phil Parmet
- Musique : Stephen Edwards
- Montage : Ljiljana-Lana Vukobratovic
- Casting : Shana Landsburg, Anglina Marinova et Laura Sotirova
- Production :
- Société de production : Canyon Productions, City Heat Productions, DEJ Productions, Emmett/Furla/Nittolo Films, Millennium Films
- Société de distribution : Millennium Films (cinéma, États-Unis) ; Metropolitan Filmexport (DVD - France)
- Pays d'origine :  États-Unis,  Canada
- Langue originale : anglais (quelques mots d'espagnol et russe)
- Format : couleur - 35 mm - 1,85:1 - son Dolby Digital
- Genre : thriller
- Durée : 116 minutes
- Dates de sortie[1],[2] :

États-Unis : 15 février 2002 (sorti directement à la télévision)
France : 9 septembre 2004 (sorti directement en DVD)
- Public[3] :

États-Unis : R (grossièreté de vocabulaire et sexualité ; certificat #38739)
Allemagne : interdit aux moins de 16 ans

## Distribution
- Christian Slater (VF : Jean-Philippe Puymartin) : Taylor
- Val Kilmer (VF : Philippe Vincent) : agent fédéral Mark C. Cornell
- Sara Downing : Paige
- Vincent Laresca : Nikita
- Balthazar Getty : Eddie
- Bokeem Woodbine : Rock
- Daryl Hannah (VF : Céline Monsarrat) : Virginia
- Rodney Rowland : Butch
- Holliston Coleman : Megan
- Peter Woodward (VF : Patrice Dozier) : Jarvis

 Source et légende : version française (VF) sur RS Doublage